# Irene Handl
Pour les articles homonymes, voir Handl.
Irene Handl, née le 27 décembre 1901 à Londres (quartier de Maida Vale), ville où elle est morte le 29 novembre 1987 (quartier de Kensington), est une actrice britannique.

## Biographie
Irene Handl débute au théâtre en 1937 à Londres, où elle joue régulièrement jusque dans les années 1980. Au festival de théâtre de Chichester, en 1967, elle apparaît dans une reprise de la pièce The Farmer's Wife d'Eden Phillpotts.
Au cinéma, elle débute également en 1937 et contribue à cent-dix-sept films (majoritairement britanniques), le dernier étant Absolute Beginners de Julien Temple (1986, avec Patsy Kensit et David Bowie). Parmi ses autres films notables, mentionnons Le Dernier Témoin (1940, avec Margaret Lockwood et Roger Livesey) ainsi que L'Enfant et la Licorne (1955, avec Celia Johnson et Diana Dors), tous deux réalisés par Carol Reed, Un mort en pleine forme de Bryan Forbes (1966, avec Ralph Richardson et John Mills) et La Vie privée de Sherlock Holmes de Billy Wilder (1970, avec Robert Stephens dans le rôle-titre et Colin Blakely interprétant le docteur Watson, elle-même personnifiant Mme Hudson).
À la télévision britannique, outre onze téléfilms (1953-1982) parfois d'origine théâtrale, elle apparaît dans cinquante-neuf séries à partir de 1951, dont Robin des Bois (un épisode, 1957) et Madigan (un épisode, 1972). Elle tient son ultime rôle au petit écran dans un épisode de The Management, diffusé le 17 février 1988, deux mois et demi après sa mort (fin 1987), à 85 ans.

## Théâtre (sélection)
(pièces jouées à Londres, sauf mention contraire)
- 1937 : Night Alone de Jeffrey Dell
- 1937-1939 : George and Margaret de Gerald Savory : Beer[2]
- 1950 : The Day After Tomorrow de Kierann Tunney et Simon Wardell
- 1961-1963 : Goodnight, Mrs. Puffin d'Arthur Lovegrove
- 1967 : The Farmer's Wife d'Eden Phillpotts (festival de théâtre de Chichester)
- 1967-1968 : My Giddy Aunt de Ray Cooney et John Roy Chapman
- 1978 : A Family de Ronald Harwood
- 1980-1981 : Restauration (Restoration) de (et mise en scène par) Edward Bond

## Filmographie partielle

### Cinéma
- 1940 : Le Dernier Témoin (Girl in the News) de Carol Reed : Gertrude Mary Blaker
- 1942 : Uncensored d'Anthony Asquith : Frau von Koerner
- 1943 : Ceux de chez nous (Millions Like Us) de Sidney Gilliat et Frank Launder : la propriétaire
- 1945 : Brève Rencontre (BriefEncounter) de David Lean : la violoncelliste et organiste
- 1948 : Les Ennemis amoureux (Woman Hater) de Terence Young : Mme Fletcher
- 1950 : Le Grand Alibi (Stage Fright) d'Alfred Hitchcock : Mme Mason
- 1951 : Une avoine sauvage (One Wild Oat) de Charles Saunders : Emily Pepys / Audrey
- 1951 : Histoire de jeunes femmes (Young Wives' Tale) d'Henry Cass : Nanny
- 1953 : Meet Mr. Lucifer d'Anthony Pelissier
- 1954 : Duel dans la jungle (Duel in the Jungle) de George Marshall : Mary Taylor
- 1954 : Les Belles de Saint-Trinian (The Belles of St. Trinian's) de Frank Launder : Mlle Gale
- 1954 : Folle des hommes (Mad About Men) de Ralph Thomas : Mme Blanche
- 1955 : L'Enfant et la Licorne (A Kid for Two Farthings) de Carol Reed : Mme Abramowitz
- 1956 : Un détective très privé (Who Done It?) de Basil Dearden : une cliente
- 1956 : Le Gentleman et la Parisienne (The Silken Affair) de Roy Kellino : la réceptionniste
- 1957 : Ce sacré confrère (Brothers in Law) de Roy Boulting : Mme Potter
- 1958 : La Clé (The Key) de Carol Reed : une employée
- 1958 : L'habit fait le moine (Law and Disorder) de Charles Crichton
- 1959 : Sois toujours diplomate (Carlton-Browne of the F.O.) de Roy Boulting et Jeffrey Dell : Mme Carter
- 1959 : Un thermomètre pour le colonel (Carry on Nurse) de Gerald Thomas : Madge Hickson
- 1959 : Après moi le déluge (I'm All Right Jack) de John Boulting : Mme Kite
- 1959 : Entrée de service ou La Chambre de Madame (Upstairs and Downstairs) de Ralph Thomas : la femme forte
- 1959 : Desert Mice de Michael Relph : Mlle Patch
- 1960 : Le Paradis des monte-en-l'air (Two Way Stretch) de Robert Day : Mme Price
- 1960 : Les Loustics à l'hosto (Carry on Constable) de Gerald Thomas : la mère désemparée
- 1960 : L'Académie des coquins (School for Scoundrels) de Robert Hamer : Mme Stringer
- 1960 : L'Amour en pilules (Doctor in Love) de Ralph Thomas : Professeur MacRitchie
- 1960 : Un vison pour mademoiselle (Make Mine Mink) de Robert Asher : Mme Spolinski
- 1960 : Amour au collège (A French Mistress) de John et Roy Boulting : Sergent Hodges
- 1960 : The Pure Hell of St. Trinian's de Frank Launder : Mlle Harker-Parker
- 1961 : The Rebel de Robert Day : Mme Crevatte
- 1963 : Heavens Above! de John et Roy Boulting : Rene Smith
- 1966 : Morgan (Morgan: A Suitable Case for Treatment) de Karel Reisz : Mme Delt
- 1966 : Un mort en pleine forme (The Wrong Box) de Bryan Forbes : Mme Hackett
- 1968 : Wonderwall de Joe Massot : Mme Peurofoy
- 1968 : Deux Anglaises en délire (Smashing Time) de Desmond Davis : Mme Gimble
- 1969 : L'or se barre (The Italian Job) de Peter Collinson : Mlle Peach
- 1970 : Melinda (On a Clear Day You Can See Forever) de Vincente Minnelli : Winnie Wainwhisle
- 1970 : La Vie privée de Sherlock Holmes (The Private Life of Sherlock Holmes) de Billy Wilder : Mme Hudson
- 1977 : Mon « Beau » légionnaire (The Last Remake of Beau Geste) de Marty Feldman : Mlle Wormwood
- 1978 : Le Chien des Baskerville (The Hound of the Baskervilles) de Paul Morrissey : Mme Barrymore
- 1980 : La Grande Escroquerie du Rock'n'roll (The Great Rock'n'Roll Swindle) de Julien Temple : une ouvreuse de cinéma
- 1986 : Absolute Beginners de Julien Temple : Mme Larkin

### Télévision
- 1957 : Robin des Bois (The Adventures of Robin Hood, série), saison 2, épisode 18 The Shell Game : Polly
- 1968 : European Eye de Lamont Johnson (téléfilm) : Mlle Dancy
- 1972 : Madigan (série), saison unique, épisode 3 Enquête à Londres (The London Beeat) de Jack Smight : la mère d'Augie
- 1982 : It's Your Move d'Eric Sykes (téléfilm) : la vieille dame